# Parasemia flava-matronalis
Parasemia flava-matronalis là một loài bướm đêm thuộc phân họ Arctiinae, họ Erebidae.